# Hadji-Mourat
Hadji-Mourat est un récit de Léon Tolstoï écrit entre 1896 et 1904, et paru à titre posthume en 1912 (le texte complet n'a été publié qu'en 1917). Son protagoniste est le chef avar Hadji Murad (~1790-1852), un des opposants à la conquête russe du Caucase.
L'œuvre fit l'objet de nombreuses coupures lors de sa première publication. En effet, les observations acerbes de Tolstoï (nourries de sa propre expérience d'officier subalterne dans le Caucase et en Crimée entre 1851 et 1856) sur la conduite des troupes russes dans le Caucase (officiers alcooliques, corrompus et joueurs, soldats mal entraînés...) ainsi que sur la personnalité de Nicolas Ier, dont le portrait en autocrate borné et satisfait de lui-même est saisissant, ne pouvaient échapper à la censure. 
Par la finesse déployée dans la caractérisation des personnages, la profondeur de la réflexion sur leur psychologie et la vigueur d'un récit issu à la fois de l'expérience vécue de l'auteur et d'une longue recherche documentaire, Hadji-Mourat est un des sommets de l'œuvre de Tolstoï.

## Éditions françaises
- Hadj Mourad (sic), traduit et préfacé par Théodore de Wyzewa, illustrations d'Émile-Henry Tilmans, L'Amitié par le Livre, 1951.
- Hadji-Mourat, trente lithographies originales de Kostia Terechkovitch, Les Bibliophiles franco-suisses, 1955.
- Hadji-Mourat, traduit par Jean Fontenoy et Brice Parain, Éditions Gallimard, « Bibliothèque de la Pléiade », 1960  (ISBN 2 07 010565 2).